# Tatort: Schöner sterben
Schöner sterben ist ein Fernsehfilm aus der Krimireihe Tatort. Die Folge wurde vom Südwestrundfunk unter der Regie von Didi Danquart produziert und erstmals am 30. März 2003 im Deutschen Fernsehen ausgestrahlt. Es ist die 528. Folge des Tatorts und 28. Episode mit der Ludwigshafener Ermittlerin Lena Odenthal (Ulrike Folkerts). Für ihren Kollegen Mario Kopper (Andreas Hoppe) ist es der 19. Fall. Lena Odenthal hat in diesem Fall ein unerwartetes Wiedersehen mit ihrer ungeliebten Tante Emma.

## Handlung
Es scheint wieder eine Nacht wie so viele vor und in der Altersresidenz "Grünwald" zu sein: „suum cuique“. Während der eine spazieren und der andere rauchen geht, schwelgt eine weitere in Erinnerungen: „Jedem das Seine“ eben. Ihre Mitbewohnerin scheint jedoch noch etwas Besonderes vorzuhaben, so schick wie sie sich zurechtgemacht hat. Prompt verlässt sie – scheinbar unbemerkt – das gemeinsame Schlafzimmer. Der nächtliche Spaziergänger hört bei seiner Rückkehr noch ein Klirren und wundert sich. Die Schicke liegt leblos in der Eingangshalle auf dem Boden und ein Mann im mittleren Alter beugt sich über sie. Kurze Zeit später kommt Herr Kranz, der Residenzleiter, hinzu und sieht die Tote mit einem Tuch bedeckt auf dem Boden liegen und daneben ihre Mitbewohnerin, Frau Odenthal, im Rollstuhl sitzen.
Das Wiedersehen noch am Tatort ist eisig, da es „im Leben von Lena Odenthal keine Emma Odenthal“ gibt. Lena Odenthal fand eines Tages Bilder ihrer Tante aus der Nazi-Zeit – sogar eines mit Hitler. Emma Odenthal blockt bei ihren Aussagen zur Toten Marina Cortese. Ob das Unwissenheit ist oder andere Gründe hat, wird zunächst nicht klar. Es gibt Hinweise, dass der Tod von Marina Cortese zu einer Tötungsserie gehört. Der minder bemittelte Hausmeister Willy Vogelsang, der laut des Nachbarn seine Großmutter umgebracht hat, verhält sich auffällig und gerät dadurch in Verdacht. Sein Chef Karl Kranz, Willys Vater, und Emma Odenthal halten zu ihm. Manfred Wanner, der nächtliche Spaziergänger, scheint endlich auf die Fragen von Emma Odenthal zur Tatnacht zu reagieren, dann fällt er tot um. Willy hat in seinem Alkoven Bilder der Toten gesammelt und wird nach einem „Sie sind so sanft“ festgenommen. Endlich redet Karl Kranz. Er hat das Haus gekauft, um seine Schuld Willy gegenüber wiedergutzumachen. Willy gibt auf seine Art die Tötung seiner Großmutter zu. Er hatte das weiße Tuch auf ihr Antlitz gelegt, so wie auch bei Marina Cortese. Emma Odenthal kommt extra ins Kommissariat und kann die Schuld Willys nicht glauben.
Im Gespräch mit ihrer Nichte erinnert sie sich nach sehr langer Zeit an den Staffellauf bei den Olympischen Spielen 1936 in Berlin, wo sie den Stab fielen ließ. Dann soll sie wieder einmal mit Blumenfeld eine Ausfahrt machen und Emma Odenthal sagt vorher noch Lena, dass Marina Cortese selbst schuld sei. Blumenfeld erkennt die Situation, fährt Lena Odenthal über den Haufen und packt sie in den Kofferraum. Lena Odenthal kann Kopper von dort aus anrufen. Plötzlich kann Emma Odenthal, durch die Situation bedingt, wieder gehen und befreit ihre Nichte aus dem Kofferraum. Der enttäuschte Mörder von Marina Cortese fährt in den Tod.

## Rezeption

### Einschaltquote
Bei ihrer Erstausstrahlung in Deutschland am 30. März 2003 sahen 8,63 Millionen Zuschauer die Folge Schöner sterben, was einem Marktanteil von 24,5 Prozent entsprach.

### Kritik
Die Kritiker der Fernsehzeitschrift TV Spielfilm geben für diesen Tatort den Daumen nach oben und meinen: „Nachdenklich und wunderbar besetzt […] mit Charakterköpfen wie Rudolf Wessely, Ingrid van Bergen, Gerd Kunath und der tollen Gisela Trowe.“